# Seong Seung-min
Seong Seung-min (em coreano:  성승민; Daegu, 13 de março de 2003) é uma pentatleta sul-coreana.

## Carreira
Em 2019, enquanto estudava na Daegu Sports High School, ela foi selecionado como membro da seleção nacional júnior coreana e venceu as competições individuais e por equipes no Campeonato Asiático Júnior realizado em Wuhan, em novembro. Depois, tornou-se membro da seleção adulta pela primeira vez em novembro de 2021, e no ano seguinte, em junho de 2022, disputou sua primeira partida como seleção adulta em um torneio individual da Copa do Mundo realizado em Ancara.
Nos Jogos Olímpicos de Verão de 2024, em Paris, conquistou a medalha de bronze na competição individual feminina.